# Iglesia de San José Benito Cottolengo
La Iglesia de San José Benito Cottolengo es un templo parroquial de culto católico ubicado en la comuna chilena de Cerrillos, en la zona surponiente de Santiago. Pertenece al Decanato Cerrillos del Arzobispado de Santiago y es administrada por la Congregación de la Obra Don Orione. Asimismo y en un sentido jerárquico, de la parroquia dependen siete capillas ubicadas dentro de la misma comuna. 

## Historia
La parroquia fue fundada el 15 de agosto de 1951, tan solo ocho años después del establecimiento de la Pequeña Obra de la Divina Providencia en Chile. Junto a la iglesia, los religiosos iniciaron una labor social y educativa con la creación de dos establecimientos educacionales católicos: el Colegio Femenino Mater Dei en 1953, para luego abrir el Colegio de Niños Polivalente Don Orione. A esto se suma la apertura del Pequeño Cottolengo de Cerrillos en 1970, una institución destinada para acoger a personas con discapacidad intelectual, especialmente con dificultades severas y en situación de vulnerabilidad.
El templo fue construido en un estilo sencillo y lineal, con su exterior pintado completamente de blanco. La fachada del frontis consta de un frontón simple, mientras que debajo de éste en la entrada principal, se ubican tres pórticos iguales en estilo clásico sobre unas escalinatas que conducen al antejardín. A un costado del portón del ingreso principal al templo, se encuentra un Cristo crucificado al cual feligreses le prenden velas desde el exterior. 
Dentro de las actividades con la comunidad, durante la celebración del aniversario comunal en julio, se realiza cada año una «Oración por Cerrillos», con cánticos al estilo folclórico y culminando con un tradicional «esquinazo» de cueca en el frontis de la parroquia. 

## Entorno
En el entorno de la iglesia se encuentra próxima la Escuela de Formación de Carabineros, mientras que al noreste se encuentra el Parque Bicentenario de la misma comuna. 
En 2007, la Municipalidad de Cerrillos inauguró el parque San Luis de Orione en las proximidades del templo hacia el sureste en un predio de 11,2 ha de extensión, en reconocimiento a la labor gestada en la comuna por la congregación católica. En febrero de 2011 fue inaugurada una laguna artificial en las dependencias del parque urbano.